# شینیا یاجیما
شینیا یاجیما (انگلیسی: Shinya Yajima؛ زادهٔ ۱۸ ژانویهٔ ۱۹۹۴) بازیکن فوتبال اهل ژاپن است.
از باشگاه‌هایی که در آن بازی کرده‌است می‌توان به باشگاه فوتبال اوراوا رد دیاموندز اشاره کرد.
وی همچنین در تیم ملی فوتبال زیر ۲۳ سال ژاپن بازی کرده‌است.